# Accident nocturne
Accident nocturne est un roman de Patrick Modiano paru le 2 octobre 2003 aux éditions Gallimard.

## Historique
Le roman constitue d'une certaine manière un contrepoint à Remise de peine, paru en 1988, dans lequel Patrick Modiano décrivait longuement une période de sa petite enfance passée à Jouy-en-Josas et mentionnait en particulier un accident qui lui était alors survenu. Ce même accident refait surface dans l'esprit de l'auteur et devient sujet à l'écriture du nouvel opus.

## Résumé
Un jeune homme de vingt ans — pas encore majeur vers 1965 — erre, absent, la nuit dans Paris lorsqu'il se fait renverser place des Pyramides par une automobile, une « Fiat couleur vert d'eau ». Transporté par la police à l'Hôtel-Dieu avec la conductrice elle aussi blessée, il est admis pour une plaie au pied puis transféré, dans un état pas très conscient, à la chic clinique Mirabeau du XVIe arrondissement. Sa convalescence lui permet de se remémorer un accident similaire qu'il avait subi dans sa petite enfance, rue du Docteur-Kurzenne à Jouy-en-Josas, marqué par le souvenir de l'éther — sa première rencontre avec l'anesthésiant — et d'une jeune femme à ses côtés. Ne réussissant pas à distinguer son souvenir de son accident immédiat, il part dès sa sortie de la clinique à la recherche de la conductrice — dont il a entendu le nom, Jacqueline Beausergent et une adresse au square de l'Alboni — dans le quartier entourant les jardins du Trocadéro, abandonnant son logement de la rue de la Voie-Verte. Il finit par la retrouver, par hasard ou mené par un chien errant, dans un bar-restaurant de la rue Vineuse dénommé Vol de nuit.

## Éditions et traductions
- Accident nocturne, éditions Gallimard, coll. Blanche, 2003  (ISBN 978-2-07-073455-9).
- Éditions Gallimard, coll. « Folio » no 4184, 2005  (ISBN 978-2070306381).
- Éditions Gallimard, coll. « Quarto », 2013  (ISBN 9782070139569).
- (nl) Nachtelijk ongeval (trad. Maarten Elzinga), éditions J.M. Meulenhoff, 2004.
- (de) Unfall in der Nacht (trad. Elisabeth Edl), éditions Übers. Edl. Hanser, 2006.